# Girolama Cartolari
Girolama Cartolari (Perugia, 1500 circa – Roma, 1559) è stata una tipografa italiana, attiva a Roma nel quinto e nel sesto decennio del XVI secolo.

## Biografia
Non si hanno notizie certe sul luogo e il momento di nascita di Girolama Cartolari. Il primo è da ascriversi sicuramente all'interno della Legazione di Perugia e dell'Umbria: presumibilmente Perugia, o l'immediato contado di questa; il secondo, invece, è da stimare intorno ai primi anni del Cinquecento se si tiene conto del regime demografico dei secoli preindustriali, in relazione al conosciuto ‒ quello sì ‒ momento di morte.

### Il matrimonio con Baldassarre Cartolari

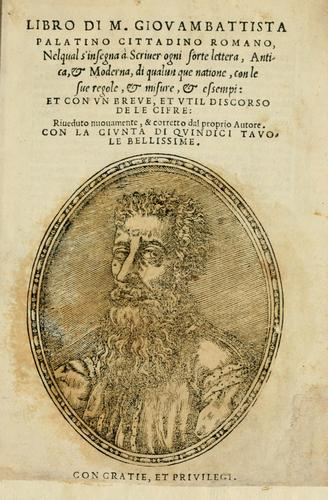
«Libro nuovo d'imparare a scrivere tutte sorte lettera antica et moderna», di Giovanni Battista Palatino, stampato la prima volta in Roma per Baldassare di Francesco Cartolari nel 1540.

Sicuramente posteriore al 1524 è il matrimonio di Girolama con il tipografo perugino Baldassarre Cartolari, non essendo infatti nominata nel testamento che quest'ultimo compila in quell'anno.
Grazie a questa unione entrò a far parte della famiglia dei Cartolari ‒ da cui acquisì dunque il cognome con il quale è ricordata ‒ che, nella prima metà del XVI secolo, fu una delle più attive e rilevanti in ambito tipografico in Umbria, e nella città di Perugia in particolare. Questa lunga tradizione familiare in ambito librario può farsi risalire al nonno omonimo di Baldassarre che, intorno al 1445, si era trasferito da Papiano a Perugia per praticarvi prima l'attività di cartaio e poi, verso la fine del secolo, quella di tipografo; ed è ulteriormente comprovata dal fatto che tipografi di notevole prestigio furono sia il padre Francesco, attivo tra il 1500 e il 1518, e il fratello maggiore Girolamo, operante tra il 1510 e il 1549.
Girolama acquisì dunque il know-how necessario a svolgere l'attività tipografica, lavorando al fianco del marito e seguendolo nei suoi spostamenti, che li portarono infine tra il 1539 e il 1540 a Roma, attirati probabilmente lì dalle facili prospettive di guadagno offerte dal maggiore centro culturale, oltre che politico, dello Stato della Chiesa.

### L'attività tipografica
Alla morte del marito, avvenuta tra il marzo e il giugno del 1543, la Cartolari gli successe, per via ereditaria, nella conduzione dell'officina tipografica, impiantata negli anni precedenti in «Vico Peregrini», vicino a Campo dei Fiori e al palazzo della Cancelleria Apostolica; proseguendo dunque in proprio la già discreta e proficua attività di stampa. A lei pertanto sono da attribuire i successivi spostamenti di sede della stamperia: dal gennaio 1545 a tutto il 1547 la si trova, infatti, in «Piazza del Parione», e dal 1548 in borgo S. Pietro.
I prodotti usciti dai torchi topografici sotto la sua direzione non furono dissimili, nel complesso, da quelli usciti a nome del coniuge in precedenza. Girolama, infatti, continuò a rivolgersi in direzione della produzione ufficiale della curia romana, ma trasse notevole lavoro anche dal vivace ambiente culturale rappresentato dal circolo dei letterati ruotante attorno alla famiglia Farnese, ed in particolar modo all'allora pontefice Paolo III. Vennero quindi pubblicate bolle, raccolte di bolle, regole della Cancelleria apostolica, orazioni pronunciate al Concilio di Trento, opuscoli antiluterani dell'arcivesco, ed importante teologo, Lancellotto Politi, così come più genericamente avvisi e pronostici; questi ultimi soprattutto ad opera dell'astrologo tedesco Mathias Brottbeychel, e del perugino Tommaso Grifi. Grande attenzione venne prestata ad autori umbri ‒ passati e presenti ‒ quali Gaspare da Perugia e Matteo Spinelli. Tra le impressioni di maggior rilievo si segnalano, invece, i lavori del medico pontificio Andrea Turini e del suo collega Michelangelo Biondo, come anche alcune grammatiche latine curate da Giovanni Fabbrini e alcune opere degli umanisti Gabriele Barri e Mambrino Roseo.
Venuti probabilmente meno i rapporti con gli esponenti del milieu culturale legato a papa Paolo III ‒ a seguito della morte di quest'ultimo e quindi del fisiologico ricambio di letterati all'interno della corte del nuovo pontefice ‒ la produzione della Cartolari diminuì fortemente nel corso degli anni seguenti, orientandosi principalmente verso testi a stampa di carattere popolare ‒ di più bassa qualità quindi, ma dalla grande facilità di realizzazione ‒ come i già citati avvisi e pronostici.
Nel corso dei suoi quindici anni di attività Girolama non svolse, tuttavia, anche la funzione di editrice. All'epoca, infatti, era un fatto comune che fossero gli autori stessi, o persone ad essi legate attraverso rapporti di mecenatismo, a finanziare l'impressione delle loro opere. Solo i tipografi dal volume di affari, e quindi dal prestigio, più elevato erano in grado di sostenere le spese di edizione e svolgere tale funzione. Diversi, e ben documentati, sono perciò i rapporti della Cartolari con altri autorevoli tipografi-editori, come il veneziano Michele Tramezzino, ad esempio, che finanziò l'impressione di una dozzina di testi giuridici proprio presso la sua officina tipografica.
Essendo datata al maggio 1559 la sua ultima edizione di un'opera a stampa , e non essendoci ‒ ad oggi ‒ sul suo conto altre notizie documentate successive a tale periodo, è lecito supporre che la Cartolari sia morta in quel frangente, o al più in arco cronologico comprendente i mesi immediatamente precedenti e successi.

## Marche tipografiche utilizzate

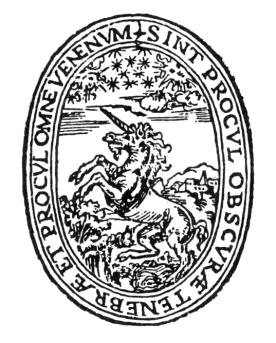
Marca tipografica utilizzata da Girolama Cartolari

Nel corso della sua attività di tipografa la Cartolari utilizzò ‒ peraltro non sempre, ma solo in alcune edizioni ‒ una marca tipografica di forma ovoidale con rappresentato all'interno un liocorno rampante sotto un cielo sereno in cui compaiono il sole, la luna e le stelle, a cui fa da sfondo un paesaggio campestre e una città; il tutto inscritto attorno al motto in latino: «Sint procul obscurae tenebrae et procul omne venenum».
Questo forse per alludere alla morigeratezza della sua vedovanza: infatti il «liocorno simboleggia da sempre la castità, l’innocenza e la virtù», ed in questo caso è «rafforzato dalla presenza del simbolo della luce (sole, lune, stelle) trionfante sulle tenebre».

## Edizioni stampate
Di seguito sono elencate, divise per anno di stampa, alcune delle opere più rilevanti uscite dall'officina tipografica di Girolama Cartolari, a cui è attribuita l'impressione di 112 testi a stampa, tra cui numerose cinquecentine.

### 1543
- Albornoz, Gil de, Constitutiones Aegidianae
- Gaspare da Perugia, Tractatus valde vtilis ...
- Guevara, Antonio de, Institutione del prencipe christiano ..., curata da Mambrino Roseo

### 1544
- Biondo, Michelangelo, Compendiosa de medicamentis ...
- Fabbrini, Giovanni, Della interpetatione della lingua latina per via della toschana libri III ...
- Politi, Lancillotto, Compendio d'errori, et inganni luterani ...

### 1545
- Grifi, Tommaso, Diuinationi del anno MDXLVI ...
- Turini, Andrea,
  - An in omni febre putrida ...
  - An in profluuio muliebri ...
  - Opera Andreae Thurini Pisciensis Pauli III pont. max. Medici.

### 1546
- Concilio di Trento, Nomina cognomina tituli, dignitates, prouinciae, et gradus omnium, qui praesentes fuerunt tertiae sessioni Concilii Tridentini ...
- Grifi, Tommaso, Prognosticum super futuros ...

### 1547
- Cancelleria Apostolica, Regula Cancellariae reuocationis expectatiuarum.

### 1548
- Cancelleria Apostolica, Regula Cancellariae reuocationis expectatiuarum ...

### 1549
- Turini, Andrea, Defensio contra Marcum Antonium Montisianum Geminiatensem ...

### 1552
- Mathias Brottbeychel, Pronostico di messer Matthia alemano sopra la dispositione de l'anno MDLIII.

### 1553
- Grifi, Tommaso, Prognosticum super futuros ...
- Spinelli, Matteo, Praesagium in ecclesiasticarum copiarum praefecturam ...

### 1554
- Barrio, Gabriele, Pro lingua Latina libri tres ...

### 1557
- Motti, Antonio, Principi, duchi, marchesi, conti, signori, et baroni, del regno, di Sicilia citra Faro.